# 渡部謙一
渡郶 謙一（わたなべ けんいち、1962年11月28日 - ）は、日本の指揮者、ユーフォニアム奏者。ユーフォニアムをブライアン・ボーマン、三浦徹、大石清に師事。

## 人物・来歴
- 山形県米沢市に生まれる。
- 1981年 山形県立米沢興譲館高等学校卒業。
- 1985年 東京藝術大学音楽学部器楽科ユーフォニアム専攻卒業。
- 1987年 メリーランド大学カレッジパーク校大学院に国際ロータリー財団奨学金を得て留学。
- 1989年 第4回レオナルド・ファルコーニ・ユーフォニアム・コンクールにて日本人として初の第一位受賞。イーストマン音楽学校大学院博士課程に奨学金を得て進学。イーストマン・ウインド・アンサンブル、Eastman Brass Guild の首席奏者として在籍。
- 1994年 デンマーク王国政府奨学金を得て、日本人金管奏者としてはじめてデンマーク王立音楽アカデミーに留学。
- 1997年 ヤマハ吹奏楽団浜松の常任指揮者に就任。
- 1999年 田村文生作曲「アルプスの少女」にて、全日本吹奏楽コンクール金賞受賞。同年退団。名誉指揮者就任。
- 2003年 北海道教育大学函館校助教授となる。
- 2004年 全日本吹奏楽コンクールにて、伊左治直の「南蛮回路」を演奏。これ以降、吹奏楽コンクールで歌詞付の人声導入が禁じられる。
- 2006年 北海道教育大学岩見沢校准教授とる。
- 2008年 最先端でよりアカデミックな管楽合奏体北海道教育大学スーパー・ウィンズを立ち上げ、21世紀の吹奏楽を拓くコンテンポラリー作品を、現代音楽作曲家のトップランナーたちとプロデュースしている。
- 2017年 国内管楽器系大学教員を集め、新しいアカデミックな研究団体「日本管楽芸術学会」を発足させる。
- 2018年 国内若手のトップ・ユーフォニアム奏者たちと先進的で挑戦的なアンサンブルグループ「アンサンブル・ユーディファイ」を立ち上げる。

現在、北海道教育大学芸術課程音楽コース及び、スポーツ・芸術学科音楽文化専攻准教授。ヤマハ吹奏楽団名誉指揮者。日本吹奏楽指導者協会会員及び認定指導者。日本管楽合奏指揮者会議会員。日本音楽教育学会会員。日本管楽芸術学会副会長。